# Mayahi
Mayahi is een stad in de regio Maradi van Niger. Bij de volkstelling van 2012 had Mayahi 90.540 inwoners.

## Geografie
Mayahi ligt in de Sahelzone, er heerst een steppeklimaat. De gemiddelde jaarlijkse neerslagsom bedraagt rond 400 mm; deze neerslag valt vrijwel uitsluitend in de regentijd, die loopt van juni t/m september. 
De buurgemeenten zijn Tchaké in het noorden, Issawane in het oosten, Aguié in het zuiden en Attantané in het noordwesten. De wadi Goulbi N’Kaba verloopt door Mayahi. 
Het gebied van de gemeente is verdeeld in vier stadswijken, 51 administratieve dorpen, een traditioneel dorp en een aantal gehuchten.

## Geschiedenis
De plaats is genoemd naar zijn eerste heerser, Mayani. Vóór de komst van de Fransen in 1899 hoorde Mayani bij de onafhankelijke staat Gobir. De Franse bestuurders richtten aan het begin van de 20e eeuw een Kanton in Mayahi in, waar in 1924 het opgeheven kanton Almoktar bij werd gevoegd.
Mayahi was naast N’Guigmi de tweede stad in Niger, waarin het United Nations Capital Development Fund vanaf eind 2000 een project voor het opzetten van een decentraal plaatselijk bestuur opzette. Dit omvatte onder andere toezicht op informele verkiezingen en het vormen van een informele "schaduwregering" om de opbouw van officiële gremia voor te bereiden. In 2002 werd in het kader van een landelijke bestuurshervorming het gebied van het kanton Mayahi verdeeld over de gemeenten Mayahi, Attantané, Guidan Amoumoune en Sarkin Haoussa.

## Bevolking

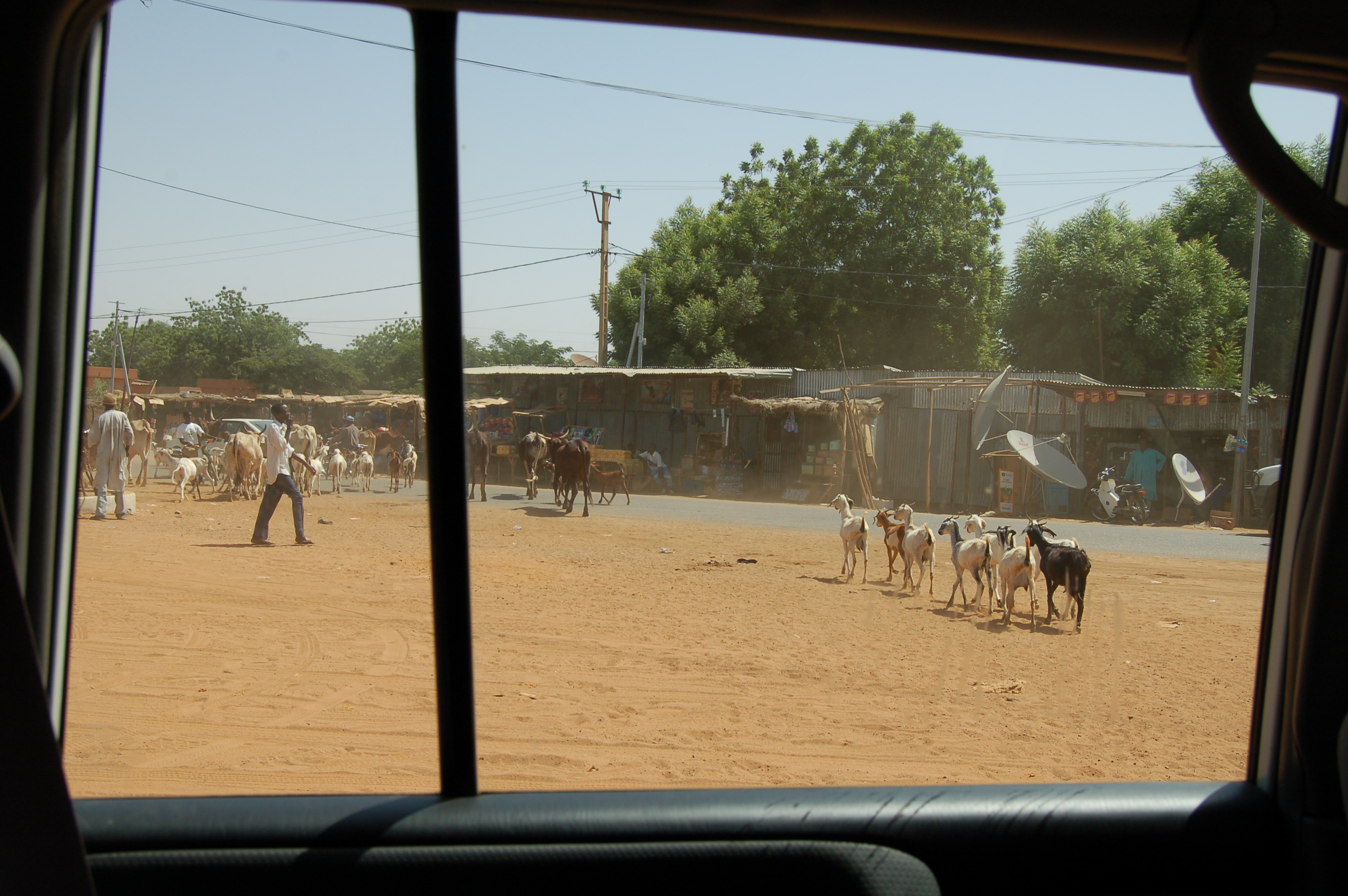
Mensen en vee in Mayahi, vanuit een auto (2007)

Bij de volkstelling van 1977 had Mayahi 3292 inwoners. In 1988 was dit aantal toegenomen tot 5723 en in 2001 tot 16.740 inwoners. Bij de volkstelling van 2012 bedroeg het aantal inwoners 90.540 personen.

## Economie en infrastructuur
De stad ligt in Zuid-Niger, in een zone waar vrijwel alleen in de maanden juni t/m september regen valt. De landbouw is hieraan aangepast. In Mayahi wordt iedere maandag een veemarkt gehouden. In Mayahi bevindt zich een civiele rechtbank. Er is een plaatselijke radiozender (radio communautaire). De nationale weg N19 naar Tchadoua verloopt langs Mayadi.